# Gornal (obwód kurski)
Gornal (ros. Горналь) – wieś (ros. село, trb. sieło) w zachodniej Rosji, w sielsowiecie gujewskim rejonu sudżańskiego w obwodzie kurskim.

## Geografia
Miejscowość położona jest nad rzeką Psioł przy granicy z Ukrainą, 5,5 km od centrum administracyjnego sielsowietu gujewskiego (Gujewo), 15,5 km od centrum administracyjnego rejonu (Sudża), 102 km od Kurska.
W granicach miejscowości znajdują się ulice: Chutorskaja, Gora, Intiernatowskaja, Krucza, Podoł.

## Demografia
W 2010 r. miejscowość zamieszkiwało 206 osób.